# Abominación (personaje)
La Abominación (Emil Blönsky) es un supervillano ficticio que aparece en los cómics estadounidenses publicados por Marvel Comics. Creado por el escritor Stan Lee y el artista Gil Kane, el personaje apareció por primera vez en Tales to Astonish #90 (abril de 1967). Es uno de los principales enemigos del superhéroe Hulk, y posee poderes similares a los suyos después de haber estado expuesto también a rayos gamma.
El personaje, que debutó en la Edad de plata de las historietas, ha aparecido en otros productos respaldados por Marvel, como juegos de arcade y videojuegos, series de televisión y productos como figuras de acción y tarjetas coleccionables. Tim Roth interpreta a Emil Blonsky / Abominación en las películas de acción real del Universo cinematográfico de Marvel (MCU) The Incredible Hulk (2008) y Shang-Chi y la leyenda de los Diez Anillos (2021), así como en la serie de Disney+ She-Hulk: Attorney at Law (2022).

## Historial de publicaciones
Stan Lee eligió el nombre "La Abominación", que se dio cuenta de que no pertenecía a ningún otro personaje, antes de concebir el fondo y la apariencia del personaje. Lee recordó que simplemente le dijo al artista Gil Kane que "lo haga más grande y más fuerte que Hulk y nos divertiremos mucho con él".
Emil Blonsky apareció por primera vez en el título Tales to Astonish, y fue presentado como un agente y espía de la KGB que se convirtió en la Abominación después de exponerse deliberadamente a una mayor cantidad de la misma radiación gamma que transformó a Bruce Banner en su alter ego Hulk, usando una máquina que Banner planeaba usar para suicidarse. En su primera aparición, Blonsky se convirtió en un gran humanoide escamoso incluso más fuerte que Hulk. De acuerdo con los deseos de Lee, el personaje derrotó a Hulk en su primera batalla.
El personaje ha aparecido en una serie de títulos de Marvel, pasando gradualmente de bruto irreflexivo, a maestro intrigante, a alma torturada, y finalmente villano arrepentido y defensor ocasional de los débiles antes siendo asesinado en la batalla por Hulk Rojo.

## Historia ficticia
Emil Blonsky nació en Zagreb (entonces parte de Yugoslavia, ahora la capital y ciudad más grande de Croacia) y se convirtió en un agente de la KGB que se infiltró en una base de la Fuerza Aérea en Nuevo México, donde el Dr. Bruce Banner estaba intentando matar a Hulk mediante la sobreexposición a rayos gamma. Blonsky hace que Banner se convierta en Hulk, y posteriormente se convierta en una horrible criatura parecida a un lagarto.
La Abominación reaparece cuando es convocada por un aquelarre de brujas para luchar brevemente contra el héroe cósmico Silver Surfer y usa la tecnología de un Extraño para convocar a Thor y escapar del mundo del laboratorio del Extraño. Thor libera a la Abominación y a los otros cautivos, pero, al descubrir que todos son malvados, usa su martillo místico Mjolnir para viajar en el tiempo varias horas hacia el pasado para deshacer su error. Después de derrotar a la Abominación y ponerla en prisión, Thor se va. Cuando Hulk es derrotado por el alienígena Xeron the Star Slayer y llevado a bordo de una nave espacial, se revela que la Abominación es el Primer Oficial de la tripulación alienígena. Cuando el capitán de la nave ordena a Xeron y la tripulación que luchen contra una criatura en el espacio, Hulk y la Abominación son arrojados desde la nave y luchan hasta que la pareja es atraída hacia la órbita de la Tierra y se separa.
En un flashback se revela que Abominación entró en un estado de coma al impactar con la Tierra y estuvo enterrado durante dos años. Revivido por un misil fuera de curso disparado desde la Base Hulkbuster (bajo la jurisdicción de Ross), Abominación une fuerzas con el General Ross para derrotar a Hulk, pero es golpeada hasta la sumisión por un Hulk enojado. Abominación reaparece con su compañero Hulk, Rhino, y la pareja activa una bomba gamma en la base Hulkbuster en un intento de destruir a Hulk. El compañero de Hulk en ese momento, Jim Wilson, desactiva la bomba y Hulk engaña a los villanos durante el combate, obligándolos a chocar y dejarse inconscientes. Una Abominación en estado de coma es finalmente encontrada por soldados bajo la dirección de Ross y tiene una bomba en miniatura implantada en su cráneo, y se le dice que luche y derrote a Hulk o será asesinado. Abominación engaña a Hulk para que forme una alianza y traiciona a Ross al intentar pedir un rescate por el capturado Centro Espacial Kennedy. El plan falla cuando Hulk se vuelve contra Abominación y ambos luchan, y Abominación queda atrapada en un cohete cuando explota.
Una ilusión de la Abominación también aparece con ilusiones de otros enemigos de Hulk cuando Hulk (que en ese momento posee la inteligencia de Banner, gracias a un dispositivo llamado Encephalo-Helmet) ingresa al cerebro de Glenn Talbot en tamaño microscópico para extirpar un bloqueo mental colocado en la mente de Talbot por el Gremlin.
La Abominación finalmente reaparece como un sirviente de la entidad alienígena Galaxy Master, habiendo sido fortalecido con una fuerza aún mayor. Después de otra batalla prolongada con Hulk, Hulk ataca y destruye a Galaxy Master, lo que hace que Abominación se debilite y aparentemente se pierda en el espacio. Cuando MODOK invade la Base Hulkbuster, él se confabula con el General Ross para revivir a Abominación, que fue encontrado en un bloque de hielo sobre la Tierra y guardada en un almacenamiento criogénico para su posterior estudio. MODOK tiene la intención de usar a Abominación contra sus superiores en A.I.M., mientras que Ross quiere usarlo para destruir a Hulk. Sin embargo, Abominación le tiene miedo a Hulk como resultado de sus batallas pasadas y MODOK debe obligarlo mentalmente a luchar contra Hulk. MODOK, sin embargo, él es expulsado por AIM, y Hulk golpea a Abominación vacilante cuando interviene para salvar al asistente de laboratorio de Banner. Abominación se niega a volver a unirse a la lucha y es desintegrado por MODOK.
Durante la historia de Secret Wars II, la Abominación es restaurada por el señor demonio Mephisto, quien dirige a la Abominación y otros villanos contra la entidad cósmica Beyonder como miembro de la Legión Maldita.
La restauración es temporal, ya que los átomos de Abominación aún incorpórea se mezclan con los átomos incorpóreos del villano Tyrannus, quien reintegra el cuerpo de Abominación y lo coloca bajo el control de su mente. Tyrannus, como Abominación, luego entra en conflicto con Hulk Gris y rápidamente derrota a la versión más débil de su enemigo. Cuando Hulk vuelve a Banner, Tyrannus lo obliga a crear un procedimiento que eliminará la mente de Blonsky, quien está luchando mentalmente contra la mente de Tyrannus por el control del cuerpo de Abominación. El proceso es exitoso y Blonsky es restaurado a su forma humana, libre de Tyrannus, cuya mente todavía ocupa la forma de Abominación. Un enfurecido Hulk Gris derrota a Tyrannus, quien es puesto bajo custodia por la organización S.H.I.E.L.D.
Después de los encuentros contra Los Vengadores Wonder Man y Hawkeye, la Abominación controlada por Tyrannus reaparece durante la historia de "Atlantis Attacks" con el Deviant Ghaur liberando a Tyrannus del cuerpo de la Abominación al restaurar la mente de Tyrannus a un duplicado de su propio cuerpo y colocando la mente de Blonsky dentro del cuerpo de la Abominación una vez más. El proceso vuelve loco a Blonksy, y lucha contra los héroes Spider-Man y She-Hulk, logrando dejar a ambos inconscientes. Abominación finalmente es expulsado cuando es prendido fuego por She-Hulk. Las facultades mentales de la Abominación finalmente regresan y la Abominación reaparece en la historia de "Countdown" como un peón de otro enemigo de Hulk, el Líder. Abominación es enviado a un sitio de desechos tóxicos para recolectar muestras y se encuentra nuevamente con la versión gris de Hulk, quien está superado y también débil debido a que está envenenado. Hulk, sin embargo, arroja a la Abominación a desechos tóxicos que se disuelven parcialmente y dejan cicatrices horribles en la Abominación.
La Abominación se une temporalmente a los villanos Titania y Gargantua y encuentra y acecha a su exesposa, Nadia (una famosa bailarina de ballet). La Abominación la captura y, tras llevarla a las alcantarillas de la ciudad de Nueva York, revela su verdadera identidad. Después de una breve escaramuza, Hulk convence a la Abominación de que libere a su esposa.
Abominación también es capturado por los robots Centinelas, pero finalmente es liberado por los X-Men.
Después de hacerse amigo de una mujer que encuentra su camino hacia las alcantarillas, Abominación lucha contra Namor el Submarinero durante un intento de salvar a su exesposa secuestrada. Abominación toma represalias contra el Departamento de Policía de Nueva York cuando el Comisionado de Policía ordena que las alcantarillas sean limpiadas de todos los indigentes, a quienes Abominación ha puesto bajo su protección. Después de matar a varios oficiales de policía, finalmente es expulsado cuando se enfrenta a Hulk. Abominación lucha contra el mutante Nate Grey (que está buscando en las alcantarillas a su amante y compañera mutante Threnody, que había sido uno de los seguidores sin hogar de Abominación), quien usa sus habilidades mentales para engañar a Abominación haciéndole creer que derrotó a Grey. El lucha contra un Hulk delirante antes de encontrarse con el Ángel cuando el mutante visita las alcantarillas en las que una vez fue capturado y mutilado durante la historia de "La caída de los mutantes".
Cuando Betty Ross muere en el título Hulk, Banner piensa erróneamente que su proximidad a Hulk ha inducido un caso fatal de envenenamiento por radiación. Usando un dispositivo gamma, un vengativo General Ross rastrea lo que él cree que es Hulk hasta una ciudad destruida, donde Abominación revela que él era el verdadero culpable. A pesar de provocar a un Hulk recién llegado, Abominación no puede obligar a Hulk a luchar y se va.
Las circunstancias de la muerte de Betty finalmente se revelan: la transformación de Blonsky en Abominación aparentemente aleja a su exesposa Nadia, lo que impulsa su odio hacia Banner; Blonsky, decidiendo privar a Banner de Betty a cambio, la envenena en secreto con su sangre radiactiva. Después de escuchar la admisión de Abominación, Banner finalmente descubre la verdad y Hulk derrota a Abominación en combate. Detenido por los militares, Blonsky se ve obligado a ver viejas películas caseras de él y su esposa juntos (antes de su transformación) como castigo. Los agentes de una organización secreta "Home Base" finalmente liberan a Abominación para luchar contra Hulk, y aunque puede burlarse de Hulk sobre el asesinato de Betty, es derrotado una vez más. Más tarde se revela que este encuentro es un sueño generado por Pesadilla en un esfuerzo por torturar a Hulk.
Blonsky tuvo un encuentro humorístico con el semidiós Hércules, en el que fue elegido como adversario del héroe mientras completa la versión moderna de los 12 trabajos de Hércules. La Abominación también es un oponente conflictivo para la heroína She-Hulk (actualmente empleada por la organización espía S.H.I.E.L.D.). La Abominación tiene un papel sutil pero significativo en la historia de World War Hulk, siendo la fuente de ADN irradiado con rayos gamma que permite la creación de un equipo de respuesta anti-Hulk.
La Abominación reaparece después de los eventos de World War Hulk, encontrándose con un nuevo enemigo llamado Hulk Rojo. Este nuevo oponente golpea, dispara y mata salvajemente a la Abominación. Más tarde, se revela que el asesino de la Abominación, Hulk Rojo, es en realidad el alter ego con poderes gamma del general Ross; él mató a Blonsky como un acto de venganza por su envenenamiento gamma deliberado (y posterior muerte) de la hija de Ross, Betty.
Durante la historia de "Dark Reign", Abominación se encuentra entre los personajes muertos presentes en el juicio de Zeus. Abominación reaparece en la corte de Plutón, atacando al dios olímpico cuando pierde poder sobre los muertos.
Durante la historia de la "Guerra del Caos", la Abominación se encuentra entre los personajes muertos en el Inframundo que Plutón liberó para ayudar a defender el Inframundo de Amatsu-Mikaboshi. La Abominación lucha contra Hulk y sus aliados hasta que Marlo Chandler aprovecha la esencia de la Muerte dentro de ella para destruir su cuerpo no muerto.
Una organización en la sombra (que luego se reveló como la Orden del Escudo) empeñada en obtener el control de Hulk recolecta material biológico de un Bruce Banner mortalmente herido. Después de que Banner recupera la conciencia después del experimento y escapa como Hulk, la organización usa este material para resucitar a Abominación bajo su control, dejándolo "libre de mente o conciencia" y con la capacidad de buscar a Banner/Hulk para recuperarlo. Hulk derrota a Abominación una vez más con la ayuda de los Vengadores. Iron Man usa tecnología tomada de los agentes de la Orden del Escudo para teletransportar a Abominación al espacio interplanetario que se estima que está "en algún lugar cercano a Júpiter".
Las muestras de tejido de la Abominación fueron utilizadas más tarde por las Operaciones de Hulk de EE. UU. para injertarlas en el cadáver de Rick Jones que lo revive como una criatura similar a la Abominación / A-Bomb que la Dra. Charlene McGowan llama Sujeto B. Después de arrancar a Rick Jones del cuerpo del Sujeto B en una batalla brutal, el Comandante de Operaciones de Hulk, el General Reginald Fortean, se teletransporta a la Sede de Vuelo Gamma en el espacio, matando a Sasquatch y matando temporalmente al Doctor Samson para recuperar la cáscara del Sujeto B. Fortean luego se fusiona voluntariamente con el cuerpo.
Después de regresar a la Tierra, Abominación comenzó su propia compañía llamada Green Spring, que fabrica mutaciones gamma. Después de encontrar a Skaar sin poderes, Abominación lo reactivó y lo envió a recuperar Stockpile. Después de que la misión de Skaar condujera a su encuentro con Gamma Flight y la Fuerza Hulkbuster de EE. UU., se demostró que Abominación y la Dra. Aliana Alba vieron la pelea y comentaron sobre los poderes de las mutaciones gamma que se mostraron.
Durante la historia de "Devil's Reign", Abominación aparece como miembro de los Thunderbolts y aparece para evitar que Jessica Jones y los Campeones interfieran en la aprehensión de la mayoría de los Niños Púrpuras por parte de los Thunderbolts. Como Jessica señala que Abominación normalmente no sería alguien que trabajara para el alcalde Wilson Fisk, Abominación afirma que el alcalde Fisk tiene la información que busca. El reclutamiento de Abominación fue el resultado de que Rhino abandonara el grupo cuando cruzó la línea de caza de niños.

## Poderes y habilidades
Abominación es similar a Hulk en términos de fuerza, resistencia, velocidad y durabilidad, incluido su factor de curación. A diferencia de Hulk, conserva su intelecto después de transformarse y no puede volver a cambiar a forma humana. También posee branquias, lo que le permite respirar bajo el agua, y puede entrar en animación suspendida a voluntad. A diferencia de Hulk, su fuerza no aumenta/disminuye en proporción al nivel de ira.
Después de ser fortalecido por Amatsu-Mikaboshi, Abominación se convierte en no-muerto y obtiene la habilidad de generar fuego infernal. Además, puede manipular su energía gamma para envenenar a otros.

## Imitadores

### Abominatrix
Abominatrix es una versión femenina de Abominación cuyo verdadero nombre es Florence Sharples, la gerente de la compañía de ahorros y préstamos de Jasper Keaton. Se convirtió en Abominatrix debido a un experimento médico fallido realizado por el centro médico de Jasper Keaton y luchó contra She-Hulk.

### Abominación Adolescente
La Abominación Adolescente es un niño de 13 años que estuvo expuesto a la radiación gamma y se convirtió en una versión adolescente de la Abominación.

### Reginald Fortean
En The Immortal Hulk, el director de Desert Base, Reginald Fortean, se convirtió accidentalmente en otra versión de Abominación usando la cáscara/armadura de tejido gamma del Sujeto B.

## Otras versiones

### Abominación Deathlok
Una variante del universo alternativo de Emil Blonsky / Abominación de la Tierra-11045, fusionado con Deathlok, aparece en Uncanny Avengers como miembro del Chronos Corps de Kang el Conquistador.

### Abominaciones
Una variante de la línea temporal alternativa de Emil Blonsky/Abominación aparece en Abominaciones.

### JLA / Avengers
La Abominación es uno de los villanos cautivados por Krona para defender su fortaleza junto a otros villanos como Juggernaut, Sinestro, Shocker.Él es derrotado por Superman.

### Ultimate
La versión Ultimate de la Abominación aparece en el Ultimate Marvel titulado The Ultimates 2, como un miembro del grupo internacional de los Libertadores. Esta versión de la Abominación es un científico chino llamado Chang Lam. El Dr. Lam estaba trabajando para crear una versión más eficiente de Hulk. Cuando creía que su investigación estaba completa, la usó en sí mismo. Cuando se transformó, Lam conservó el control de su forma permanentemente mejorada debido a su falta de trastornos mentales. Él estuvo, en el momento de su creación, al servicio de los Libertadores. Fue visto por última vez en la batalla de los Libertadores contra los Ultimates, luchando contra Hulk. Él creía que su intelecto intacto le permitiría vencer fácilmente a Hulk, pero terminó siendo desmembrado y decapitado en su duelo. La versión Ultimate de la Abominación hace su debut en los últimos tebeos: Ultimates # 27 y es parte de los Comandos Aulladores de Nick Fury equipo bajo el nombre en clave 'Abominación' y tiene la capacidad de Hulk.

### Mutante X
En el universo Mutante X, la Abominación aparece como un miembro del grupo que se opuso al Todopoderoso y murió en el intento.

### Marvel Zombies
La Abominación, zombificado, aparece en Marvel Zombies: Dead Days después de que un zombificado Hulk lo infecta al morderle el brazo.Thor aparentemente lo mata al destruir su cabeza con Mjolnir, su poderoso martillo al intentar infectar a otros civiles o héroes.

## En Otros Medios

### Televisión
- Abominación se le referencia en el episodio T.R.A.C.K.S. de Agents of S.H.I.E.L.D. cuando Phil Coulson le advierte al agente Grant Ward "Si arriesgan la operación o si alguien sale herido te resigno a Barrow (Alaska) y estarás el resto de tu vida vigilando en el turno nocturno a Blonsky y su crio-célula".
- Abominación aparece en la serie animada The Incredible Hulk,[80] con la voz de Kevin Schon y más tarde, de Richard Moll. Él, junto con Gárgola y Ogress, sirve al Líder como uno de los Guerreros Gamma.
- Abominación aparece en The Super Hero Squad Show, con la voz de Steven Blum.[81] Es miembro de la Legión Letal del Doctor Doom y, junto con MODOK, actúa como el alivio cómico del grupo.Una cosa que hay que notar es que en esta serie Abominación es más débil que Hulk, en comparación con sus encarnaciones anteriores, llegando a sufrir múltiples palizas de parte de Hulk cuando luchan, incluso a veces le suele tener miedo a Hulk.
- Abominación aparece en The Avengers: Earth's Mightiest Heroes, con la voz de Robin Atkin Downes.[82] Él es visto como un preso del Cubo. En "The Breakout" [Pt. 1], la Abominación estaba entre los prisioneros para escapar durante el repentino fallo de alimentación del Cubo. Él se involucra brevemente con Hulk, que se retira con Doc Samson, lo que le permite a él, al Líder y al Hombre Absorbente tomar el control del Cubo. En el episodio de dos partes "Mundo Gamma", Abominación ayudó al Líder en un plan para convertir a todos en el mundo en monstruos gamma. Hulk se enfrentó a Abominación y lo arrojó al desierto. Al final del episodio, Abominación se arrastraba por el desierto cuando es abordado por los Maestros del Mal del Barón Zemo.
- Abominación aparece en la nueva serie de Hulk and the Agents of S.M.A.S.H., nuevamente con la voz de Robin Atkin Downes.[83]
  - En la primera temporada, episodio 17: "Abominación", su historia fue parte de un comando secreto militar del gobierno para destruir a Hulk, de haber trabajado para el General Ross (antes de ser Hulk Rojo). Luego de ser vencido por Hulk, perdió el control al causar caos en el mundo y fue encerrado en un tubo criogénico y arrojado en el mar. Aparece oculto en la Base Gamma a vengarse de Rojo, capturando a su equipo al separarlos y destruir Vista Verde para culparlos, pero al escapar descubre la bomba gamma explotó en su contra hacia arriba, y es probable que sobrevivió de la explosión y en el episodio 25: "Monstruos Nunca Más", aparece siendo un simulador del Líder, con los agentes de C.R.A.S.H., para que los Hulks causen destrucción en Vista Verde.
  - En la segunda temporada, episodio 7, "Bienvenidos a Casa", cuando los Hulks de estar perdidos en el espacio, regresan a la Tierra, al descubrir que Abominación tomó Vista Verde, al ser reinstalado en el Ejército de los EE. UU. siendo general. En el episodio 8, "Araña, Agrande al Dinosaurio", cuando llama a los militares en atacarlos, junto al Dinosaurio Diablo agrandado por El Líder, los Hulks y Spider-Man deben esquivarlos. En el episodio 11, "Los Doppelhulks", Abominación aparece cuando es también un socio de El Líder y captura a los Hulks. En el episodio 12, "Prisioneros Inesperados", encarcela a los Hulks en la prisión de supervillanos, la Bóveda, y tiene un plan de plan de aniquilarlos enviándolos al espacio, juntos a los otros villanos como Hombre Absorbente, Titania y la Brigada de Demolición. En el episodio 14, "Los Hulks Rebeldes", Abominación siendo víctima del Fantasma Rojo para drenar su energía gamma y crear un ejército de Abomi-simios, luego de ser salvado por Hulk Rojo y Skaar. En el episodio 15, "Llega el Maestro", sale de cameo, en el futuro siendo un sirviente de Maestro. En el episodio 24: "El Espíritu de la Venganza", cuando los Hulks lo llevan ante su custodia, Abominación vuelve a su forma humana como Emil Blonsky por el Ghost Rider.
- Abominación también aparece en la tercera temporada, Ultimate Spider-Man: Web Warriors, nuevamente con la voz de Robin Atkin Downes.[84] En el episodio 23, "Concurso de Campeones", parte 1, junto con Skurge y el Escarabajo fueron usados por el Gran Maestro para obtener a Spider-Man para el concurso contra el Coleccionista.
- Abominación aparece en la tercera temporada, Avengers: Ultron Revolution.[85] En el episodio 8, "Deshulkado" aparece como cameo y aparece en el episodio 14, "Viendo Doble", que ha demostrado provocar un alboroto hasta que es sometido por Hulk y Black Widow.

### Cine

#### Animación
La encarnación de Emil Blonsky de la Abominación aparece en la película animada directa a DVD Heroes United: Iron Man & Hulk. nuevamente con la voz de Robin Atkin Downes.

#### Universo cinematográfico de Marvel
La encarnación de Emil Blonsky de la Abominación aparece en medios de acción en vivo ambientados en el Universo cinematográfico de Marvel, interpretado por Tim Roth, quien también expresa y proporciona captura de movimiento para la Abominación.
- Blonsky aparece por primera vez en la película The Incredible Hulk (2008). Esta versión es un Royal Marine británico nacido en Rusia cedido a la Unidad Hulkbuster del general Thaddeus Ross. Queriendo revivir sus días de gloria, Blonsky se ofreció como voluntario para que le inyectaran una muestra de un suero de súper soldado imperfecto. Si bien aumentó sus capacidades físicas a niveles sobrehumanos, dejó a Blonsky hambriento de poder y finalmente lo llevó a buscar al Dr. Samuel Sterns y obligarlo a inyectar al primero con la sangre de Bruce Banner. Blonsky se transforma en una monstruosa "Abominación", según Sterns, y se vuelve loco en destruir Harlem antes de ser derrotado por Hulk y entregado al general Ross.
- Una toma de la Abominación destruyendo Harlem de la película fue reutilizada en el Marvel One-Shot, "El Consultor". El agente de S.H.I.E.L.D., Phil Coulson, se encuentra con el agente Jasper Sitwell en un restaurante y le dice que el Consejo de Seguridad Mundial quiere que Blonsky sea liberado de la prisión, exonerado y puesto la Iniciativa Vengadores. Agrega que el Consejo ve a Blonsky como un héroe de guerra y que culpan a Bruce Banner por la destrucción de Harlem. Coulson y Sitwell explican que Nick Fury no quiere a Blonsky, ya que este último sería un pobre vengador debido a su naturaleza malvada y hambrienta de poder. Discuten el hecho de que el Consejo quiere que envíen uno propio para preguntar por Blonsky, a quien Fury ni siquiera quiere. Luego traman un plan para evitar la liberación de Blonsky. A Sitwell se le ocurre la idea de enviar un amigo para sabotear la reunión para que el general Ross se niegue a liberar a Blonsky. A instancias de Sitwell, Coulson envía a regañadientes "El Consultor": Tony Stark. Como se muestra parcialmente en la escena previa a los créditos de The Incredible Hulk, un deshonrado Ross se sienta bebiendo en un bar cuando Stark se le acerca. Al día siguiente, Sitwell se encuentra con Coulson en el mismo restaurante y le pide noticias. Coulson le informa que su plan funcionó y que Blonsky permanecerá en prisión. Agrega que Stark molestó tanto a Ross que intentó que Stark fuera eliminado de la barra. Sitwell pregunta cómo le fue, y Coulson responde que Stark compró el bar y lo programó para la demolición.
- Durante una entrevista con Craveonline en diciembre de 2014, Tim Roth reveló que se le ofreció repetir su papel en Avengers: Age of Ultron, pero los planes fracasaron durante la preproducción.[88]
- La Abominación apareció en la película Shang-Chi y la leyenda de los Diez Anillos (2021), también interpretado por Tim Roth.[89] En esta película, la Abominación aparece de manera diferente a su aparición en The Incredible Hulk, habiendo mutado aún más y ahora tiene branquias y orejas palmeadas. Participa en peleas en jaula en un club en Macao, China y compite contra Wong. Después de su pelea, se va con Wong a través de un portal a la cárcel, donde está preso en la serie de televisión She-Hulk.
- Roth vuelve a interpretar su papel en la serie de televisión She-Hulk: Attorney at Law (2022).[90] En los años transcurridos desde su encarcelamiento, Blonsky obtuvo el control de su forma de Abominación, decidió expiar sus acciones pasadas y abrió un grupo de apoyo de autocuración llamado Abomaste, haciéndolo elegible para libertad condicional. A lo largo de los episodios "Superhuman Law" y "The People vs. Emil Blonsky", se convierte en cliente de Jennifer Walters, quien acepta defenderlo en la corte después de escuchar su declaración y recibir la bendición de Banner. A pesar de que se filtraron imágenes de su pelea con Wong, Blonsky obtiene la libertad condicional con éxito con la condición de que use un inhibidor para negar sus transformaciones. A partir del episodio "The Retreat", abrió un retiro espiritual llamado Summer Twilight. En el episodio "Whose Show Is This?" Blonsky viola su libertad condicional para asistir a un evento de Intelligencia como orador motivacional en su forma de Abominación. A pesar de ser arrestado y devuelto a prisión, Wong lo saca una vez más y lo lleva a Kamar-Taj.
- Una versión zombi de Abominación aparecerá en la serie animada Marvel Zombies.[91]

### Videojuegos
- La encarnación de la Abominación de Emil Blonsky aparece como un jefe en The Incredible Hulk (1994).
- Abominación aparece en The Incredible Hulk: Ultimate Destruction, con la voz de Ron Pearlman.[92] Esta versión es un director de la NSA y jefe de la división que busca utilizar la investigación de Bruce Banner para curar el cáncer de ovario de su esposa Nadia. Sin embargo, está infectado con un vial del ADN de Banner y expuesto a radiación gamma, que lentamente lo transforma en la Abominación durante todo el juego. Cuando su esposa muere, la Abominación culpa a Bruce debido a su investigación y se dirige a una presa cercana con la intención de destruirla, pero es frustrado. Negándose a darse por vencido, la Abominación destroza la presa y desaparece en la inundación que se aproxima.
- La encarnación de Abominación de Emil Blonsky aparece como el jefe final y un aspecto alternativo de Hulk en el juego relacionado con la película The Incredible Hulk (2008), con Tim Roth dando voz a Blonsky, mientras que su forma de Abominación tiene la voz principal de Jon Curry, con Jeffrey Parker proporciona efectos de sonido adicionales.
- Abominación es presentado como un villano recurrente en el videojuego Marvel Super Hero Squad y su secuela, con la voz de Steven Blum.
- Abominación aparece en Lego Marvel Super Heroes. Aparece en el nivel "Sand Central Station" donde es el primer jefe del juego, pero Hulk lo derrota junto con Iron Man. Más tarde reaparece en el nivel "Rock Up at the Lock Up" donde se revela que en La Balsa duerme con un osito de peluche gigante; en dicho nivel, aparece como jefe final, pero es derrotado por Hulk y Wolverine.
- Abominación aparece como un personaje jugable y un jefe en Lego Marvel's Avengers.
- Abominación aparece en Marvel Snap costando 5 de energía y tiene 9 de poder.[93][94]
- Abominación aparece como un jefe en Marvel's Avengers,[95] con la voz de Jamieson Price.[96] Esta versión es un exagente de las Fuerzas Especiales que fue mutado en Abominación por A.I.M. en un intento de replicar los poderes de Hulk, comenzó a ayudar al grupo en las operaciones y finalmente se convirtió en uno de sus principales agentes. Además, aparecen varios clones de él en misiones secundarias.
- Dos versiones de Abominación aparecen como personajes jugables en Marvel Contest of Champions.[97][98]